# (195600) Scheithauer
(195600) Scheithauer est un astéroïde de la ceinture principale.

## Description
(195600) Scheithauer est un astéroïde de la ceinture principale. Il fut découvert le 15 mai 2002 à l'observatoire Palomar par Maik Meyer. Il présente une orbite caractérisée par un demi-grand axe de 2,98 UA, une excentricité de 0,07 et une inclinaison de 9,7° par rapport à l'écliptique.

## Compléments